# 중동의 역사
중동의 역사에 관한 문서이다.

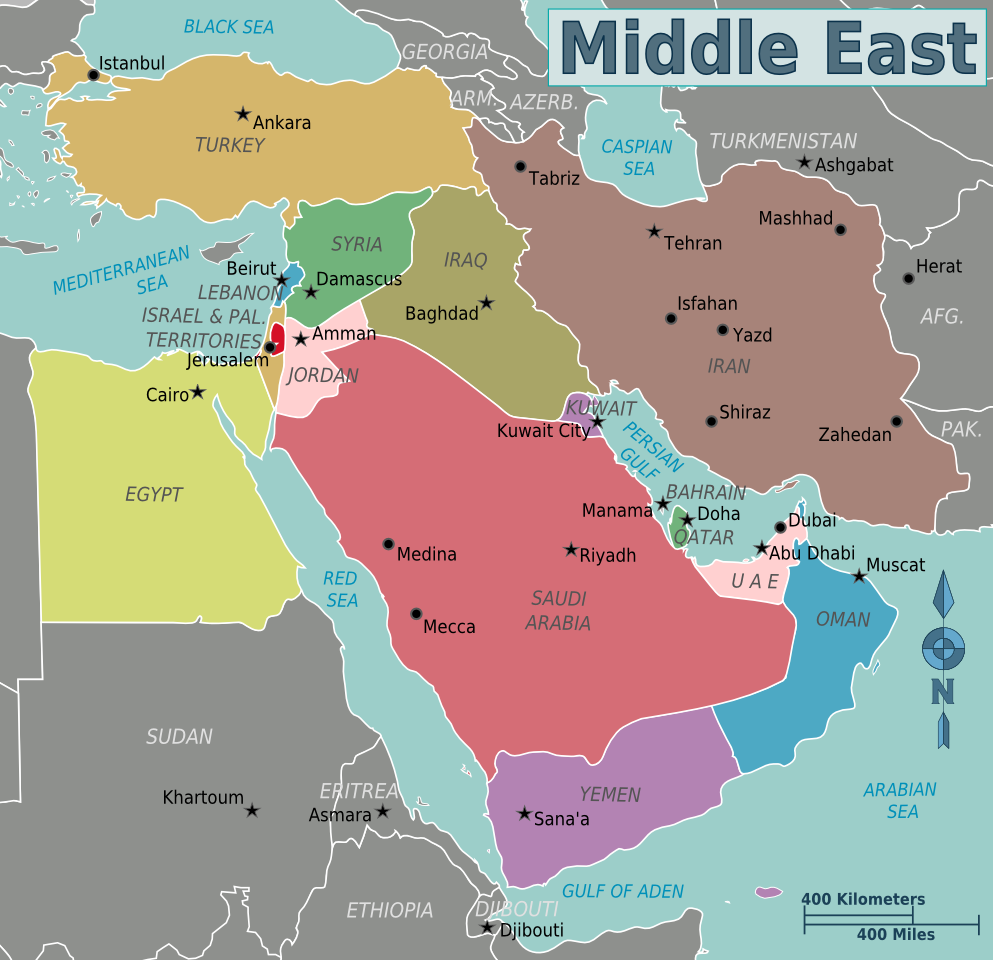
중동의 근대의 정치 지도

근동이라고도 알려진 중동은 문명의 요람 중 하나이며 세계에서 가장 오래된 문화와 문명이 많이 남아 있는 곳이다. 이 지역의 역사는 최초의 인류 정착에서부터 시작되어 이슬람 이전 및 이후의 여러 주요 제국을 거쳐 오늘날의 중동 민족 국가까지 이어진다.
수메르인들은 기원전 5천년 전부터 "문명"이라고 불릴 복잡한 시스템을 개발한 최초의 민족이 되었다. 이집트 문명은 기원전 3150 년경 최초의 파라오 하에서 이집트의 어퍼와 하단의 정치적 통일로 합쳐졌다. 메소포타미아는 거의 모든 중동 지역을 지배하게 된 여러 강력한 제국의 본거지였으며, 특히 기원전 1365~1076년의 아시리아 제국과 기원전 911~609년의 신아시리아 제국이 있었다. 기원전 7세기 초부터 이란 메디아 제국, 이어서 아케메네스 제국(제1 페르시아 제국), 기타 후속 이란 국가와 제국이 이 지역을 지배했다. 기원전 1 세기에 로마 공화국은 근처의 대부분을 포함하는 동부 지중해 전체를 흡수했다. 현재 일반적으로 비잔틴 제국으로 알려진 동로마 제국은 발칸 반도에서 유프라테스까지 통치했으며 점점 더 기독교에 대해 정의되고 독단적이 되었으며 콘스탄티노플의 설립이 지시한 교리와 유럽 여러 지역의 신자들 사이에 점차 종교적 균열을 일으켰다. 3세기부터 7세기까지 중동 전체는 비잔틴 제국과 사산 왕조(신페르시아 제국)의 지배를 받았다. 7세기부터 이슬람의 중동에서 새로운 권력이 상승하고 있었다. 아랍인들의 지배는 셀 주크 왕조의 도착으로 11 세기 중반에 갑자기 끝났다. 13 세기 초, 몽골 제국의 군대, 주로 투르크교 인들의 새로운 침략자 들이이 지역을 휩쓸었다. 15세기 초 서부 아나톨리아에서 새로운 세력인 오스만 에미르(Ottoman emirs)가 등장했다. 이들은 언어적으로는 투르크계, 종교적으로는 이슬람교였으며 1453년에는 기독교 비잔틴 수도인 콘스탄티노플을 점령하고 스스로 술탄이 되었다.
중동의 대부분 지역은 16세기 초부터 수세기 동안 오스만 제국과 이란 사파비 왕조 사이의 전쟁터가 되었다. 1700년에 오스만 제국은 헝가리 왕국에서 쫓겨났고 국경을 따라 세력 균형이 결정적으로 서방 세계에 유리하게 바뀌었다. 대영제국은 페르시아만에 대한 효과적인 통제권을 확립했고, 프랑스 식민제국은 레바논과 시리아까지 영향력을 확대했다. 1912 년 이탈리아 왕국은 아나톨리아 오스만 심장부 해안 바로 옆에있는 리비아와 도데 카네 섬을 압수했다. 19세기 말과 20세기 초에 중동의 통치자들은 유럽 열강과 더욱 효과적으로 경쟁하기 위해 국가를 현대화하려고 노력했다. 1908년 페르시아에서 처음으로 석유가 발견되었고 이후 사우디아라비아(1938년)와 기타 페르시아만 국가, 리비아와 알제리에서도 석유가 발견되면서 이 지역 역사의 전환점이 찾아왔다. 중동 석유에 대한 서구의 의존성과 영국의 영향력의 감소로 인해이 지역에 대한 미국의 관심이 높아졌다.
1920년대, 1930년대 및 1940년대에 시리아와 이집트는 독립을 향해 움직였다. 영국인, 프랑스 및 소비에트는 제2차 세계 대전과 이후(1939~1945년) 중동 지역에서 출발했다. 팔레스타인의 아랍-이스라엘 분쟁은 1947년 유엔에서 팔레스타인을 분할할 계획을 세웠다. 나중에 냉전의 긴장 속에서 서아시아와 북아프리카의 아랍어권 국가에서는 범아랍주의가 부상했다. 유럽 열강이 이 지역에 대한 직접적인 통제에서 벗어나고, 이스라엘이 건국되고, 석유 산업의 중요성이 커지면서 현대 중동이 탄생하게 되었다. 대부분의 중동 국가에서는 정치적 제한, 부패, 정실주의, 무기 및 명예 프로젝트에 대한 과도한 지출, 석유 수익에 대한 과도한 의존으로 인해 시장 경제의 성장이 억제되었다. 이 지역에서 1인당 가장 부유한 경제는 페르시아 만의 석유가 풍부한 소규모 국가인 카타르, 쿠웨이트, 바레인, 아랍에미리트이다.
1967년 6일 전쟁, 욤 키푸르 전쟁에서 미국의 이스라엘 지원에 대한 대응으로 1973년 OPEC의 석유 금수 조치로 시작된 1970년대 에너지 위기, 동시에 사우디가 주도한 살라피즘/와하비즘의 대중화, 1978~79년 이란 혁명—이슬람주의의 증가와 지속적인 이슬람 부흥(타지디드)을 촉진했다. 1991년 소련의 붕괴는 세계 안보의 초점을 냉전에서 테러와의 전쟁으로 재조정하게 만들었다. 2010년대 초부터 아랍의 봄으로 널리 알려진 혁명의 물결은 여러 중동 및 마그레브 국가에 대규모 시위, 봉기, 혁명을 가져왔다. 2013년 12월 30일 이라크 서부에서 발생한 충돌은 수니파 범이슬람주의 ISIL 봉기의 예비 단계였다.
근동이라는 용어는 중동과 같은 의미로 사용될 수 있지만 다른 맥락에서, 특히 고대 역사를 논의할 때 제한된 의미를 가질 수 있다.

## 같이 보기
- 지중해의 역사
- 1970년대 에너지 위기